# Châu Thành, An Giang
Châu Thành là xã thuộc tỉnh An Giang, Việt Nam.

## Lịch sử
Châu Thành xưa thuộc tổng Kiên Định, khi trở thành một đơn vị hành chính (là xã) thì thuộc tổng Kiên Hảo, huyện Kiên Giang, phủ An Biên, tỉnh Hà Tiên.
Từ năm Minh Mạng thứ 16 (1835), do Bố chánh Đoàn Khiêm Quang đề nghị thành lập với 23 xã thôn.
Trải qua triều Thiệu Trị, Tự Đức đến đầu Pháp thuộc vẫn thuộc tổng cũ đặt thuộc hạt thanh tra Kiên Giang rồi Rạch Giá.
Từ ngày 5 tháng 1 năm 1876, Minh Lương được gọi là làng đổi thuộc hạt tham biện Rạch Giá rồi Long Xuyên rồi trở lại Rạch Giá.
Từ ngày 1 tháng 1 năm 1900, Minh Lương thuộc tỉnh Rạch Giá.
Ngày 25 tháng 5 năm 1901, đổi thuộc tổng Kiên Tường cùng tỉnh.
Ngày 20 tháng 5 năm 1920, thuộc quận Châu Thành, tỉnh Rạch Giá.
Năm 1956, các làng gọi trở lại là xã, nhập làng Minh Lương với làng Hòa Thạnh Lợi gọi là xã Minh Hòa. Tên làng (xã) Minh Lương bị xóa tên từ đây, địa danh Minh Lương chỉ còn gắn liền với tên chợ.
Ngày 24 tháng 5 năm 1988, thành lập thị trấn Minh Lương trên cơ sở tách 2 ấp từ xã Ninh Thuận, 4 ấp từ xã Minh Hòa và nữa ấp từ xã Bình An, sau đó đổi thành 4 khu phố: Minh Long, Minh An, Minh Phú và Minh Lạc.
Năm 2012, tách 1 phần khu phố Minh Long thành lập thêm khu phố Minh Thành.
Xã Châu Thành được thành lập ngày 16 tháng 6 năm 2025 theo Nghị quyết số 1682/NQ-UBTVQH15 của Ủy ban Thường vụ Quốc hội trên cơ sở sáp nhập toàn bộ diện tích tự nhiên, quy mô dân số của thị trấn Minh Lương, xã Minh Hòa và xã Giục Tượng, huyện Châu Thành, tỉnh Kiên Giang . Xã này chính thức hoạt động từ ngày 01 tháng 7 năm 2025.
(Theo một số thông tin,ở Chợ Minh Lương có 1 bức tượng Xã Châu Thành.)